# Lenguas chiapaneco-mangues
Las lenguas mangueanas o chiapaneco-mangues constituyen la rama más meridional de las lenguas otomangues, existen varias lenguas documentadas de esta familia: el chiapaneco hablado en Chiapas (hasta 1950), el idioma chorotega de Costa Rica y Nicaragua y el mangue de Nicaragua, estas dos últimas variedades a veces se consideran dialectos de una misma lengua aunque existen diferencias en su vocabulario, aun cuando son cercanas entre sí.

## Clasificación

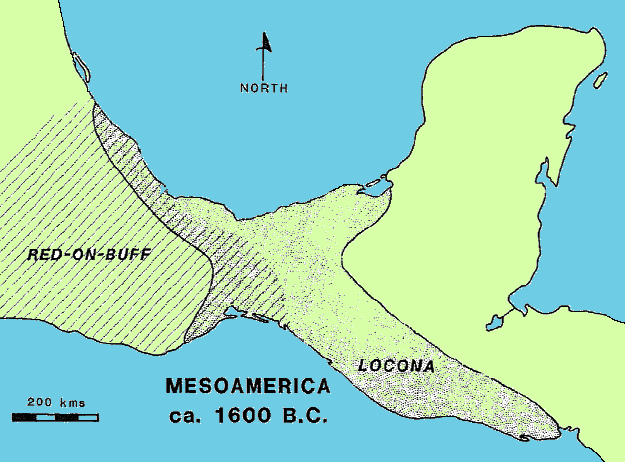
Intercambio Centroamérica y Mesoamérica.

La hipótesis de que las lenguas otomangues formaban una familia se remonta al siglo XIX cuando Orozco y Berra y Pimentel sugirieron el parentesco mutuo de algunas de estas lenguas. El primer autor en relacionar el chipaneco y el mangue con las lenguas otomangues fue Walter Lehmann. La primera reconstrucción del chiapaneco-mangue lo asociaba al popolocano y al mixteco que son lenguas otomangues occidentales, así María Teresa Fernández de Miranda y Roberto Weitlaner proponen la existencia de un proto-popolocano-mangue. Esta agrupación no es la mayoritaria en la actualidad donde se chiapaneco-mangue se asocia más estrechamente con las lenguas tlapanecanas y con las lenguas otomanguenas occidentales.
Filológicamente, se ubica al idioma chiapaneco en la rama mangueana del grupo otomangue oriental, que a su vez forma parte de la familia lingüística otomangueana. El proto-chiapaneco-mangue fue reconstruido por Rensch (1966).

### Lenguas de la familia
La división interna de la rama chiapaneca-mangue tiene una rama norte y otra rama sur:
- Grupo norte:
  - idioma chiapaneco
- Grupo sur:
  - idioma mangue
  - idioma chorotega

La mayoría de autores opinan que los hablantes de chiapaneco-mangue emigraron desde el norte hasta la región del Soconusco donde se dividió en dos grupos, el grupo norte se quedaría en la misma región y algunos hablantes que emigraron al sur dieron lugar al chorotega-mangue. Esa separación muy probablemente se dio durante el primer milenio de nuestra era.

## Descripción lingüística
El mangue y el chorotega están poco documentados y apenas se conocen unas pocas listas de vocabulario compiladas durante el siglo XIX.

### Fonología
El sistema fonológico del proto-chiapaneco-mangue fue reconstruido por M. T. Fernández de Miranda y R. Weitlaner (1961) y revisado por Rensch (1966) y consta del siguiente inventario consonántico:
|             |             | Bilabial | Dental | Palatal | Velar | Glotal  |
| ----------- | ----------- | -------- | ------ | ------- | ----- | ------- |
| Oclusiva    | sorda       | *p       | *t     |         | *k    | *ʔ      |
| Oclusiva    | sonora      | *mb      | *nd    |         | *ŋg   |         |
| Africada    | Africada    |          |        | (*č)    |       |         |
| Fricativa   | Fricativa   |          | *s     |         |       | *h, *hw |
| Nasal       | Nasal       | *m       | *n     | *ñ      | *M    | *M      |
| Líquida     | Líquida     |          | *l, *r |         |       |         |
| Aproximante | Aproximante | *w       |        | *j      |       |         |
El fonema /*č/ no es reconstruido por Fernández Miranda y Weitlaner ya que generalmente aparece frente a vocal palatal como variante de  /*k/. Sin embargo, Rensch argumenta que existen algunos pares mínimos en chiapaneco por lo cual debe reconstruirse para el proto-chiapaneco-mangue la distinción entre ambos fonemas. El fonema /*M/ parece alternar entre las realizaciones [hm]~[xm]~[m], sin embargo dado no se reconstruyen grupos consonánticos se reconstruye como un fonema único en lugar de como dos fonemas  /*hm/.
El inventario vocálico es simple, las vocales breves son /*i, (*i), *u; *e, *a/ (el status fonémico de /*i/ es dudoso porque Rensch argumenta que podría ser un alófono de /*u/) y las vocales largas son /*ii, *uu; *ee, *aa/ (aquí puede verse que /*i/ carece de contrapartida larga, lo cual apoya más la observación de Rensch). Además se reconstruyen dos diptongos /*ai, *au/.